# Creu de l'Om
La Creu de l'Om és una creu de terme situada en un petit serrat al costat de la masia de la Creu de l'Om, prop de la carretera al Coll de Pal (BV-4024), al municipi de Bagà (Berguedà).

## Descripció
La creu es troba a un petit serrat al costat de la masia de la Creu de l'Om, al peu de la carretera de Coll de Pal. La creu es troba sobre una columna de secció hexagonal amb capitell, suportada per una base de pedra quadrada en la que està encastada una creu teutònica de ferro feta d'una sola peça i de forja. Aquesta creu mesura 42 cm x 30 cm, i la columna 1,30 m d'alçada. La creu superior és també de ferro forjat, de 50 cm d'alçada i 48 cm de braç; és de secció quadrada i té una decoració d'espirals en els angles dels braços.

## Història
La documentació esmenta una capella en aquesta zona a mitjan segle XIV, per aquest motiu es creu que la creu que hi ha encastada en el basament sigui d'aquesta època. Durant la postguerra, les voladures que feien els soldats per obrir la carretera van fer caure la primera creu que era de ferro de forma teutònica (que actualment està adossada al bloc de pedra que fa de basament). Els mateixos soldats van refer la creu fent una nova amb pedra. A meitat dels anys 1970 va tornar a caure i per iniciativa dels membres de la Unió Excursionista de Catalunya de Bagà es va reconstruir en ferro forjat i posada damunt la columna amb capitell.